# Forrester Harvey
Forrester Harvey (27 de junho de 1884 — 14 de dezembro de 1945) foi um ator irlandês. Participou de filmes mudos durante os anos 20, mas seu potencial não era bem conhecido até o aparecimento do cinema falado.  De 1922 até o ano de sua morte, Harvey apareceu em mais de 115 filmes.